# A Narcís Oller
A Narcís Oller és una escultura de l'artista Eusebi Arnau ubicada a la plaça homònima de Barcelona.

## Història
Es tracta d'un bust realista realitzat en bronze sobre una estructura inicial de pedra en memòria al novel·lista Narcís Oller. Poc després de la seva defunció i per tal de realitzar-li un homenatge, es va constituir una comissió encapçalada pel seu company de professió, Francesc Matheu, que ja havia tingut la idea de crear tot una sèrie de bustos que representessin personalitats destacades del món literari per exposar-los al Parc de la Ciutadella. El bust, creat per Eusebi Arnau, ja estava finalitzat el 1932, però aleshores es va discutir el lloc més idoni per posar-lo. Després de diversos debats sobre la localització, es va decidir emplaçar-lo prop del principi de la Via Augusta de Barcelona, tocant amb l'Avinguda Diagonal. Es va inaugurar el primer diumenge de maig de 1934, després de la festa dels Jocs Florals, amb la presència del diputat Joaquim Cabot, del seu fill i també escriptor Joan Oller i de l'alcalde de la ciutat, Carles Pi i Sunyer.
El 1942, es va traslladar el bust a una petita i nova plaça que porta el nom del novel·lista, i el 1999, es va substituir el pedestal original de pedra per acer corten.